# Mahamadou N'Diaye
Mahamadou Bamba N'Diaye (sinh ngày 21 tháng 7 năm 1990 ở Dakar) là một cầu thủ bóng đá người Mali, hiện tại thi đấu cho câu lạc bộ Indonesia Sriwijaya. Ndiaya thi đấu ở vị trí trung vệ. Anh có 17 lần ra sân cho đội tuyển quốc gia và ghi 3 bàn.

## Sự nghiệp
N'diaye bắt đầu sự nghiệp với Tontien Bamako and signed vào tháng 2 năm 2009 cho Wydad Casablanca.
Năm 2010, anh ký hợp đồng với Vitoria SC, hiện tại anh thi đấu cho Đội tuyển bóng đá quốc gia Mali (hậu vệ), Sriwijaya FC Palembang Indonesia (hậu vệ)

## Bàn thắng quốc tế
| #  | Ngày                | Địa điểm                                          | Đối thủ  | Tỉ số | Kết quả | Giải đấu                                     |
| -- | ------------------- | ------------------------------------------------- | -------- | ----- | ------- | -------------------------------------------- |
| 1. | 10 tháng 6 năm 2012 | Sân vận động 4 tháng 8, Ouagadougou, Burkina Faso | Algérie  | 1–1   | 2–1     | Vòng loại giải vô địch bóng đá thế giới 2014 |
| 2. | 8 tháng 9 năm 2012  | Sân vận động 26 tháng 3, Bamako, Mali             | Botswana | 2–0   | 3–0     | Vòng loại Cúp bóng đá châu Phi 2013          |
| 3. | 9 tháng 6 năm 2013  | Sân vận động 26 tháng 3, Bamako, Mali             | Rwanda   | 1–1   | 1–1     | Vòng loại giải vô địch bóng đá thế giới 2014 |

## Danh hiệu
Wydad Casablanca
- Botola: 2009–10

Vitória Guimarães
- Portuguese Cup: 2012–13